# Соколов, Владимир Константинович
Влади́мир Константи́нович Соколо́в (1871—1921) — русский профессор церковного права.

## Биография
Родился 25 марта 1871 года[по какому календарю?] в семье священника Николаевской Становской церкви Грязовецкого уезда Вологодской губернии Константина Васильевича Соколова (1835—13.10.1885). В этой же церкви служил и его дед, Василий Дмитриевич Соколов (1801—08.06.1861). Мать — Юлия Александровна Соколова (урожд. Глушицкая; 1839 — после 1888).
Окончил Вологодское духовное училище, Вологодскую духовную семинарию (1891), Казанскую духовную академию со степенью кандидата богословия (1895) и юридический факультет Императорского Казанского университета с дипломом 1-й степени (1899). Был оставлен профессорским стипендиатом на кафедре церковного права.
С июня по ноябрь 1901 года находился в научной командировке в Санкт-Петербурге, где подготовил магистерскую диссертацию по церковному праву «Государственное положение религии в Германии по действующему праву». Защита диссертации состоялась в Казанском университете 13 ноября 1901 года. В апреле 1902 года был утверждён в звании исправляющего должность экстраординарного профессора по кафедре церковного права.
В 1903—1904 и 1907—1909 годах находился в заграничных командировках — знакомился с научной постановкой церковного права в немецких университетах.
Был секретарём юридического факультета (1906–1907), членом (1908) и председателем (1910) профессорско-дисциплинарного суда, членом юридической испытательной и библиотечной комиссий (1909). Был произведён в чин статского советника; награждён орденом Св. Анны 3-й степени (1907). Холост.
Докторскую диссертацию по церковному праву «Католическая церковь и государство в Германии во второй половине XIX столетия: Историко-критический очерк нем. культуркампфа» защитил 5 апреля 1913 года в Московском университете.
В 1913—1919 годах преподавал в Казанском университете церковное право в качестве ординарного профессора.
В 1917—1918 годах член Поместного собора Православной российской церкви по избранию от Казанского университета, участвовал в 1-й сессии, член Юридического совещания при Соборном Совете и IV, VI, XXI отделов.
Умер в Казани в 1921 году.